# منظمة إكس (اليونان)
المنظمة إكس ((باليونانية: Οργάνωσις Χ)‏، ويشار إليها عادة بالحرف اليوناني X (خي)، وإلى عضائها باسم «خيتيس» (باليونانية: Χίτες)‏، كانت منظمة يونانية متشددة يمينية تأسست في عام 1941 أثناء احتلال قوات المحور لليونان، عملت في البداية في مقاومة الاحتلال، ثم تحول تركيزها تدريجياً نحو مناهضة الشيوعية، وتعاونت مع سلطات الاحتلال النازي ضد جبهة التحرير الوطنية (EAM) ومكوناتها.
بعد نهاية الاحتلال لعبت المنظمة دورًا نشطًا في ملاحقة واضطهاد المتعاطفين مع الشيوعيين في ما عرف بـ«الإرهاب الأبيض»، وشاركت في المواجهات العسكرية المختلفة في للحرب الأهلية اليونانية، وأبرزها أحداث الدكمفريانا في ديسمبر 1944.

## التأسيس والأنشطة أثناء الاحتلال

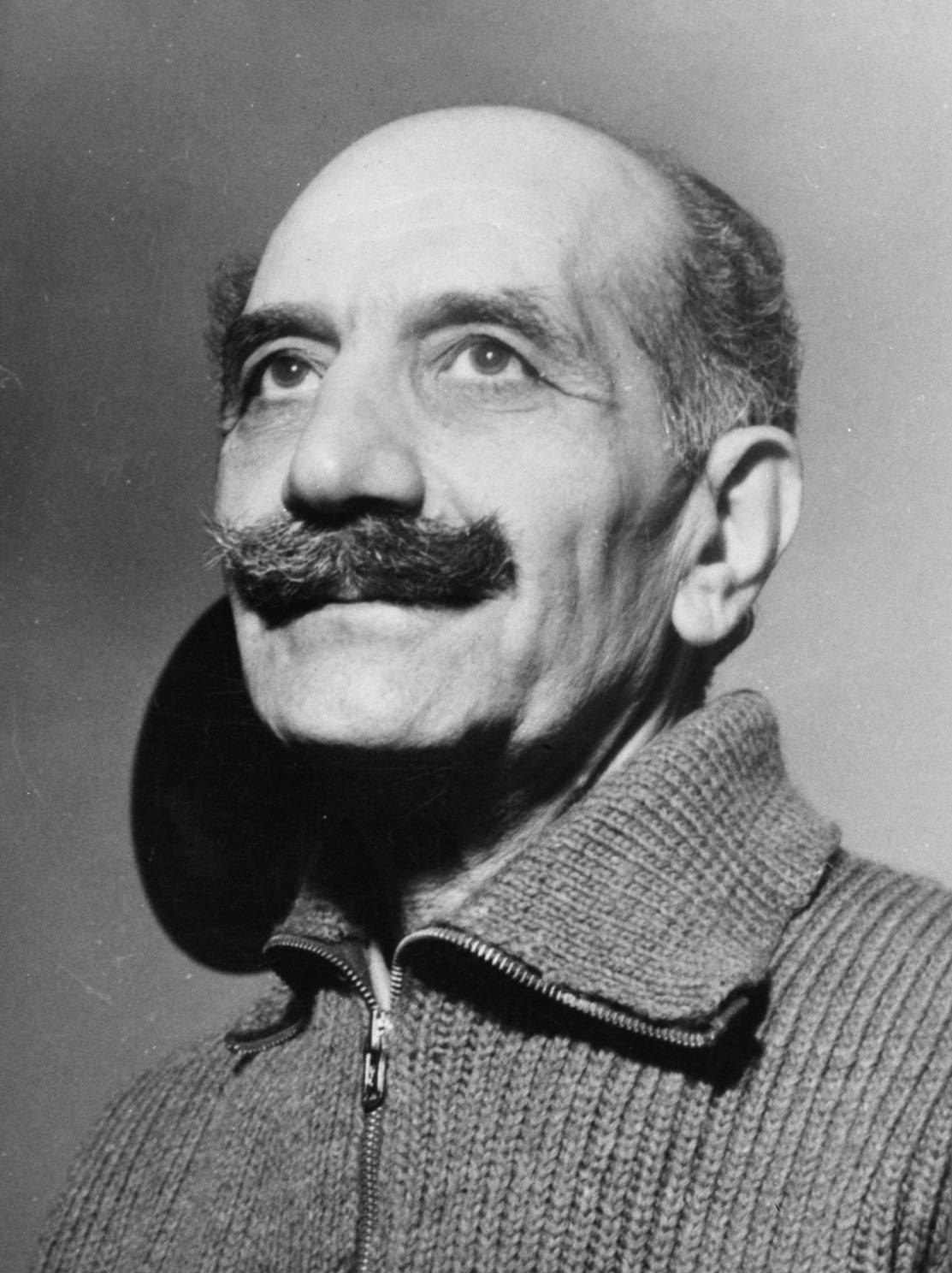
جورجيوس جريفاس

تأسست المنظمة X في عام 1941 على أيدي الجنرال اليوناني الملكي جورجيوس لافداس والعقيد جورجيوس غريفاس الذي عين رئيس أركانه، إلا أن لافداس سرعان ما اختلف مع أعضاء المجموعة الآخرين بسبب توجهاته الملكية الجذرية، وانفصل عن المنظمة مع مجموعة صغيرة أسست منظمة تدعى EE، فيما تولى غريفاس قيادة إكس. تركزت أعمال المنظمة في البداية حول جمع المعلومات الاستخبارية لصالح الحلفاء، وبعض النشاطات البسيطة المناهضة لألمانيا، ونقل المتطوعين إلى الشرق الأوسط. ولكن مع صعود جبهة المقاومة الوطنية EAM ذات الطابع الجمهوري اليساري إلى الصدارة داخل حركة المقاومة اليونانية، تحولت أولوية إكس إلى مكافحة الجبهة والجماعات الشيوعية المقربة منها.
بعد استسلام إيطاليا في سبتمبر 1943 بدأت منظمة إكس في تلقي أسلحة من سلطات المحور، وتحولت إلى منظمة متشددة مناهضة للشيوعية، وفي نوفمبر 1943 تحالفت مع منظمات روميليا-أفلونا-نيسوي (RAN)، واللجنة الوطنية، والعمل الوطني، ومنظمات مقاومة يمينية صغيرة أخرى لتشكل ما عرف بتحالف التحرير اليوناني (PAS)، بهدف منع سيطرة الشيوعيين على البلاد في غضون العشرين يومًا الأولى بعد انتهاء احتلال المحور.
في أغسطس 1944 بدأ أعضاء المنظمات المتعاونة مع الاحتلال مثل الاتحاد الوطني (EEE) والكتائب الأمنية في الانتقال الجماعي إلى منظمتي إكس و«الجيش الجمهوري اليوناني» (EDES) لتجنب الملاحقة بصفتهم عملاء حيث بدا التحرير وشيكًا. ركز غريفاس جهوده في الأحياء الغنية في أثينا ووسع قاعدة أعضائه إلى ما بين الـ2000 و 3000 رجل في عام 1944، وحشد الرجال والأسلحة من الضباط الذين ضلوا في ملاك الحكومة التي نصبها الاحتلال، وحصّن قبيل رحيل الألمان قاعدة بالقرب من معبد ثسيون القديم. قرب نهاية الاحتلال تلقت منظمة إكس أسلحة وبدلات عسكرية بريطانية من ممثل قيادة الشرق الأوسط في أثينا باناغيوتس سبيليوتوبولس، وسيّرت دوريات مسلحة بين ساحل أتيكا الشرقي وسط أثينا. 

## أحداث الديكمفريانا
في الأسابيع ما بين رحيل الألمان وأحداث ديسمبر 1944 (الديكمفريانا)، لعبت منظمة إكس دورًا نشطًا في حملة استفزازات الأثينيين التي نظمها البريطانيون لزعزعة سيطرة جبهة المقاومة الوطنية ELAS. بدأ ذلك في أثينا يوم 12 أكتوبر، حيث كانت أثينا تحتفل بالتحرير، عندما هاجمت عصابة عصابة مختلطة من أعضاء إكس وEDES وقتلت عضوا في جبهة التحرير اسمه ثيودروس تسيليكاس. وفي أواخر أكتوبر توغلت منظمة إكس، معززة بقوة من الكتائب الأمنية، في بلدة في بترالونا وقتلت 20 من السكان المحليين، بما في ذلك عدد من غجر بترالونا.
في 3 ديسمبر 1944 أطلقت الشرطة اليونانية تحت قيادة قائد الشرطة أنجيلوس إيفرت النار على مظاهرة سلمية نظمتها جبهة التحرير الوطني قوامها 250000 فرد، مما أسفر عن مقتل 28 شخصًا وجرح المئات، وفي ساعات الصباح الباكر من يوم 4 ديسمبر، بدأ مقاتلو جبهة التحرير هجمات على مقرات الشرطة التي اعتبروها لم تطهر من عملاء الاحتلال، وعلى قوات منظمة إكس. شهد مساء نفس اليوم مظاهرة سلمية عقبت جنازة القتلى، وهذه المرة لم تتخذ القوات الحكومية أي إجراء، ولكن الموكب هاجمه أعضاء منظمة إكس، مما أسفر عن مقتل أكثر من 100 شخص. في اشتباكات ديسمبر التي تلت (االدكمفريانا) قاتلت منظمة إكس إلى جانب البريطانيين وقوات حكومة المنفى الملكية.

## منظمة إكس في فترة الإرهاب الأبيض
أجبرت معاهدة فاركيزا في فبراير 1945 جبهة التحرير الوطنية ELAS على تسليم سلاحها، مما جعل مؤيديها عرضة لهجمات من القوات اليمينية. عرفت الفترة التي لحقت نزع سلاح الجبهة بـ«الإرهاب الأبيض»، الذي مارسه تحالف يميني غير رسمي من ضباط الجيش والحرس الوطني ورجال الشرطة والعصابات المسلحة والمنظمات السياسية، وكذلك أقارب من أعدمتهم الجبهة في فترة الاحتلال وفي أحداث الـديكيمفريانا الساعين للانتقام. كانت مكونات هذا التحالف مصممة على تمهيد الطريق لاستفتاء عام مزوّر وعودة الملك، وتعرض كل من يُعتبر يساريًا أو داعما للمقاومة الوطنية التي يقودها الشيوعيون (EAM أو ELAS) لاعتداءات والاعتقالات المتكررة والتعذيب والقتل أو الاغتصاب. ترك الكثير من الناس قراهم بحثًا عن الأمان إما في المدن الكبيرة أو في الجبال، وأصبحت الحرب الأهلية حتمية.
لعبت منظمة إكس دورًا نشطًا في الإرهاب الأبيض، حتى في الأسابيع التي سبقت معاهدة فاركيزا، وقد أشار المسؤولون البريطانيون إلى استخدام الشرطة لعناصر من منظمتي إكس وEDES في إجراء اعتقالات سياسية بموجب أوامر صادرة عن قاضي الشرطة الذي كان نفسه عضوًا في منظمة إكس. قدرت السلطات البريطانية أن عدد أعضاء المنظمة قد تضخم إلى أكثر من مائتي ألف رجل في ذلك الوقت. واحد من الأحداث المهمة التي ارتبطت بها المنظمة كان في يناير 1946 عندما استولى ألف من عناصرها بقيادة قاطع الطريق مانغاناس على مدينة كالاماتا في بيلوبونيز، وهناك أطلقوا سراح 32 سجينًا يمينيًا وأرهبوا البلدة ليلًا مما أسفر عن مقتل 6 أشخاص. في عام 1948 استأنف مانغاناس نشاطاته الإجرامية في في منطقة أولمبيا.
خلال عام 1945 جرت محاولات لتنسيق ملاحقة اليسار، وقد تولت منظمة إكس جزءا مهما من الاتصالات والعمل الاستخباراتي، وأرسلت ابتداءا من مايو 1945 عملاء إلى المقاطعات لتجنيد الأعضاء، وأنشأت ارتباطات بمنظمات أخرى. لاحقا قامت المنظمات اليمينية المحلية بتزوير العملية الانتخابية وجهزت قوائم بأسماء الأشخاص الذين سيعتقلون في حالة حدوث انقلاب.

## حل المنظمة رسميا
مع اقتراب الانتخابات العامة في أوائل عام 1946 تضاءل دور منظمة إكس وأغلقت حكومة ثيميستوكليس سوفوليس مكاتبها في يناير، ولم يسمح خليفته للمنظمة بإعادة فتحها. شكل أعضاء المنظمة ما عرف باسم «حزب إكس» وشاركوا في انتخابات عام 1946، دون أن يحصلوا على أي مقعد. بعد عام 1946 صار ينظر إلى منظمة إكس على أنها بخلفياتها الإجرامية مصدر إحراج للحكومة اليونانية في نظر العالم.
في 10 مارس 1950 اعترف بمنظمة إكس رسميا بأنها «منظمة وطنية للمقاومة الداخلية» بموجب مرسوم ملكي، علما بأنه لم يعترف بجبهة التحرير الوطنية EAMK/ELAS، التي كانت أكبر منظمة مقاومة للاحتلال النازي، حتى عام 1982.